# Лондонский городской университет

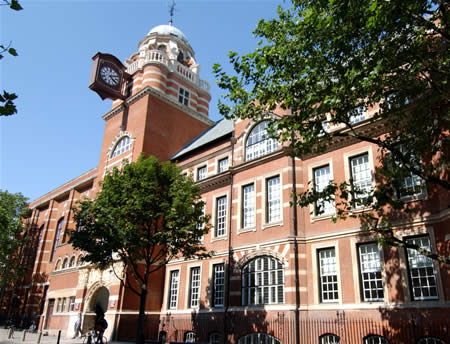
Здание колледжа университета

Лондонский городской университет (англ. City, University of London) — государственный исследовательский университет, расположенный в Лондоне (Великобритания). Был основан в 1894 году как Нортгемтонский институт и стал университетом в 1966 году, когда и получил нынешнее название.
Главный кампус Городского университета расположен в районе Излингтон Центрального Лондона, а дополнительные кампусы — в лондонском Сити и в лондонских районах Холборн, Смитфилд и Уайтчепел. Университет организован в семь школ, в рамках которых работает около 40 научных отделов и центров.
Городской университет имеет более чем 100-летний опыт исследований и неизменно высокий рейтинг трудоустройства своих выпускников и их зарплат. Миссией университета, согласно его стратегии, является «вести за собой Лондон в образовании, научных исследованиях и передаче знаний для бизнеса и профессий». В 2009—10 году общий доход университета составил 178,5 миллиона фунтов стерлингов, 8 миллионов из которых поступило от исследовательских грантов и контрактов. Университет занял 356-е место в мире в рейтинге QS World University Rankings 2011 года.
Городской университет является членом AMBA, EQUIS и Universities UK.